# باسكال سيمبسون
باسكال سيمبسون (بالسويدية: Pascal Simpson)‏ (4 مايو 1971 لومي توغو - ) هو لاعب كرة قدم سويدي يلعب كمهاجم، شارك في الألعاب الأولمبية الصيفية 1992.

## مسيرته الكروية
لعب باسكال سيمبسون خلال مسيرته الاحترافية مع 5 أندية في أربعة عشر موسمًا وسجل خلالها 70 هدف ضمن 277 مباراة. حيث فاز في موسمين بالكأس وفي موسمين بالدوري.
خاض باسكال سيمبسون مسيرته مع نادي برومابويكارنا ما بين عامي 1990 و1991 لمدة موسم واحد، مشاركًا في 26 مباراة سجل خلالها 5 أهداف. ثم انتقل إلى نادي أيك سولنا في موسم 1991 ليلعب معه سبعة مواسم، حيث شارك في 161 مباراة سجل خلالها 48 هدفًا. لينتقل بعدها إلى نادي فوليرينغا في موسم 1998 واستمر معه طيلة ثلاثة مواسم، مشاركًا في 56 مباراة سجل خلالها 11 هدفًا. ثم انتقل إلى نادي كوبنهاغن في موسم 2000–01 ولمدة موسمين، مشاركًا في 23 مباراة سجل خلالها 3 أهداف. هذا وانتقل لاحقًا إلى نادي هالمستاد ما بين عامي 2002 و2003 لمدة موسم واحد، مشاركًا في 11 مباراة سجل خلالها 3 أهداف أيضًا.

## روابط خارجية
- باسكال سيمبسون على موقع الاتحاد الدولي (مؤرشف)  (الإنجليزية)
- باسكال سيمبسون على موقع قاعدة بيانات كرة القدم.إي يو (الإنجليزية)
- باسكال سيمبسون على موقع ناشيونال فوتبول تيمز (الإنجليزية)
- باسكال سيمبسون على موقع عالم كرة القدم.نت (الإنجليزية)
- باسكال سيمبسون على موقع أوليمبيديا (الإنجليزية)
- باسكال سيمبسون على موقع اللجنة الأولمبية السويدية (السويدية)